# メチルアルソン酸
メチルアルソン酸 (Methylarsonic acid) は、化学式 CH3AsO3H2 で表される有機ヒ素化合物で、無色、水に可溶の固体である。この化合物の塩、例えばメチルアルソン酸ジナトリウムは、綿花や米の栽培における除草剤や殺菌剤として広く使用されている。 

## 反応
生理学的pHの付近では、メタンアルソン酸はその共役塩基であるメチルアルソネート (methylarsonates)に変換される。これらには、CH3AsO3H-およびCH3AsO2−
3が含まれる。 

## 合成と生合成
亜ヒ酸とヨウ化メチルの反応により、メチルアルソン酸が得られる。この歴史的に重要な変換は、マイヤー反応と呼ばれる: 
As(OH)3 + CH3I  +  NaOH  → CH3AsO(OH)2  + NaI  +  H2O
この反応の独創的な側面は、アルキル化がヒ素で起こり、酸化数+3から+5へのヒ素の酸化につながるということであった。
ヒ素化合物の生物学的メチル化は、メタンアルソネートの形成から始まると考えられている。したがって、三価のヒ素化合物はメチル化されてメタンアルソネートになる。S-アデノシルメチオニンは、メチル供与体である。メタンアルソネートはカコジル酸の前駆体であり、これも還元（メチルアルソナス酸への）とそれに続く2回目のメチル化のサイクルによるものである。

## 安全性
すべてのヒ素化合物と同様に、非常に毒性がある。 